# Норма (шахмат)
Вижте пояснителната страница за други значения на Норма.
Норма в шахмата е постижение, даващо право на шахматно звание, постигнато при определени условия относно званията на съперниците и националността им, поставени от ФИДЕ. 
Званията гросмайстор, международен майстор, гросмайсторка и международна майсторка могат да бъдат получени посредством постигането на норми в международно оценявани турнири, играни по следните правила:
- състезателят трябва да изиграе поне 9 партии, с изключение при:

- световни отборни и континентални отборни първенства със 7, 8 или 9 партии, където трябва да изиграе 7 партии;
- световната купа или световното първенство за жени с по 9 партии, където трябва да изиграе 8 партии;
- турнири с 9 кръга, ако играчът е изиграл само осем партии поради неявяване на противника или служебна победа, но е изпълнил условията за званията и националностите на играчите в тези партии.

- Когато състезателят надхвърли условията за нормата с една или повече цели точки, тогава тези цели точки се зачитат като допълнителен брой партии, когато се изчислява общият брой партии за постигнатата норма.

Поне една от нормите трябва да бъде постигната при изпълняване на условието за международни съперници:
- в турнира трябва да участват състезатели от поне две федерации, различни от тази на кандидата, освен при национални индивидуални и отборни първенства, зонални и подзонални турнири, както и турнири по швейцарската система с поне 20 играчи с рейтинг от ФИДЕ от три федерации, различни от домакинската, от които поне 10 да са с едно от четирите звания или
- най-много 3/5 от съперниците да са от федерацията на опонента и най-много 2/3 от тях да са от една и съща федерация.

Условията за званията на съперниците са:
- поне 50 % от съперниците да имат звания различни от кандидат-майстор и кандидат-майсторка;
- за гросмайсторска норма поне 1/3 и минимум 3 съперници трябва да са гросмайстори;
- за норма за международен майстор поне 1/3 и минимум 3 съперници трябва да са международни майстори или гросмайстори;
- за норма за гросмайсторка поне 1/3 и минимум 3 съпернички трябва да са гросмайсторки, международни майсторки или гросмайстори;
- за норма за международна майсторка поне 1/3 и минимум 3 съпернички трябва да са международни майсторки, гросмайсторки, международни майстори или гросмайстори.

Рейтингът на съперниците трябва да е поне следният, за да бъде покрита норма за съответното звание:
- гросмайстор: 2200;
- международен майстор: 2050;
- гросмайсторка: 2000;
- международна майсторка: 1850.

За покриване на съответната норма кандидатът трябва да постигне поне следния рейтинг от представянето (РП) в турнира:
- гросмайстор: 2600;
- международен майстор: 2450;
- гросмайсторка: 2400;
- международна майсторка: 2250.

За получаването на звание кандидатът трябва да изпълни поне две норми в турнири с общо поне 27 партии и да е имал поне следният рейтинг поне веднъж:
- гросмайстор: 2500;
- международен майстор: 2400;
- гросмайсторка: 2300;
- международна майсторка: 2200